# Eleanor Rigby
"Eleanor Rigby" là một ca khúc của ban nhạc The Beatles, được phát hành đồng thời trong album Revolver và đĩa đơn định dạng 45rpm vào năm 1966. Ca khúc được viết bởi Paul McCartney song vẫn được ghi chung cho Lennon-McCartney.
Với phần bè của dàn tứ tấu dây được viết bởi George Martin, phần ca từ nói về sự cô đơn, ca khúc tiếp tục là một bước chuyển hướng từ thứ nhạc pop sang những trải nghiệm mang đậm tính phòng thu của ban nhạc. "Eleanor Rigby" thực tế đã từ bỏ mọi quy chuẩn của thứ âm nhạc bình dân, từ phần nhạc cho tới phần lời. Richie Unterberger của Allmusic nhận xét rằng "những gì ban nhạc hát về những lo lắng thờ ơ và cuộc đời của những người già" qua ca khúc "là một ví dụ điển hình minh chứng vì sao quan điểm của The Beatles ngày một xa rời khỏi tầng lớp nghe nhạc rock truyền thống".

## Thành phần tham gia sản xuất
- Paul McCartney – hát chính, hát bè.
- John Lennon – hát bè.
- George Harrison – hát bè.
- Tony Gilbert, Sidney Sax, Juergen Hess, John Sharpe – violin.
- Stephen Shingles, John Underwood – viola.
- Derek Simpson, Norman Jones, Peter Halling – cello.
- George Martin – sản xuất, hòa âm dàn dây.
- Geoff Emerick – kỹ thuật viên âm thanh.

Theo Ian MacDonald